# San Manuel (Tarlac)
San Manuel é um município de  quarta classe de renda municipal (d) na província Tarlac, nas Filipinas. De acordo com o censo de 1 de maio  de  2020 possui uma população de 28 387 pessoas e 7 000 domicílios.